# اکا، مجارستان
اکا، مجارستان (به مجاری:  Aka, Hungary) یک منطقهٔ مسکونی در مجارستان است.